# أكرم التلاوي
أكرم التلاوي (1955 - 7 ديسمبر 2018)، ممثل وكاتب سوري، ولد في دمشق. تخرج أكرم التلاوي من كلية تربية قسم علم نفس. انضم لنقابة الفنانين السوريين عام 1985.

## من أعماله

### المسرحيات
- فرعون لا يشبه الفراعنة
- مقابلة صحفية في بوينس آيرس
- الدب
- الخطوبة
- كيف تصور دون أن تقع
- هاملت يستيقظ متأخراً
- البوليس.

### المسلسلات التلفزية
- (1981): عز الدين القسام
- (2000): ليل المسافرين
- (2002): عمر الخيام
- (2005): رجاها
- (2009): قمر بني هاشم
- (2009): الدوامة
- (2009): باب الحارة ج4
- (2010): الدبور ج1
- (2011): الدبور ج2
- جراح بين الأصابع

### السينما
- (2013): الرجل الذي صنع فيلماً

## الوفاة
توفي في يوم 7 ديسمبر 2018 اثر مضاعفات عملية جراحية في القلب.

## روابط خارجية
- أكرم التلاوي على موقع IMDb (الإنجليزية)
- أكرم التلاوي على موقع قاعدة بيانات الأفلام العربية